# Ea Pô
Ea Pô là một xã thuộc huyện Cư Jút, tỉnh Đắk Nông, Việt Nam.

## Địa lý
Xã Ea Pô nằm ở phía bắc huyện Cư Jút, có vị trí địa lý:
- Phía đông giáp xã Hoà Phú, thành phố Buôn Ma Thuột và xã Ea Nuôl và Tân Hoà, huyện Buôn Đôn, tỉnh Đắk Lắk
- Phía bắc giáp xã Ea Wer, huyện Buôn Đôn, tỉnh Đắk Lắk
- Phía tây giáp xã Đắk Wil
- Phía nam giáp xã Nam Dong.

Xã Ea Pô có diện tích 94,84 km², dân số năm 2019 là 11.160 người, mật độ dân số đạt 118 người/km².

## Hành chính
Xã Ea Pô được chia thành 21 thôn, làng: 1, Ba Tầng, Bằng Sơn, Bình Minh, Cao Lạng, Đắk Thanh, Hợp Tân, Hợp Thành, Nam Thanh, Nam Tiến, Nhà Đèn, Phú Sơn, Quyết Tâm, Suối Tre, Tân Sơn, Tân Tiến, Thanh Nam, Thanh Sơn, Thanh Tâm, Thanh Xuân, Trung Sơn.

## Lịch sử
Trước đây, Ea Pô là một xã thuộc thị xã Buôn Ma Thuột.
Ngày 26 tháng 1 năm 1989, Hội đồng Bộ trưởng đã có Quyết định số 09/QĐ-HĐBT về việc thành lập xã Ea Pô trên cơ sở tách một phần diện tích và dân số của xã Cư Jút cũ.
Ngày 19 tháng 6 năm 1990, Hội đồng Bộ trưởng ban hành Quyết định 227-HĐBT. Theo đó, chuyển xã Ea Pô về huyện Cư Jút mới thành lập, đồng t3hời sáp nhập 35.100 ha diện tích tự nhiên của xã Đắk Lao thuộc huyện Đắk Mil vào xã Ea Pô.
Sau khi điều chỉnh địa giới hành chính, xã Ea Pô có 49.845 ha diện tích tự nhiên và 1.800 người.
Ngày 15 tháng 8 năm 2001, Chính phủ ban hành Nghị định 49/2001/NĐ-CP. Theo đó, thành lập xã Đắk Wil trên cơ sở 42.140 ha diện tích tự nhiên và 5.159 người của xã Ea Pô.
Sau khi điều chỉnh địa giới hành chính, xã Ea Pô còn lại 10.010 ha diện tích tự nhiên và 9.189 người.
Ngày 30 tháng 9 năm 2019, Hội đồng Nhân dân tỉnh Đắk Nông ban hành Nghị quyết 24/NQ-HĐND về việc:
- Sáp nhập một phần thôn Tân Thành vào thôn Phú Sơn
- Sáp nhập phần còn lại thôn Tân Thành vào thôn Thanh Nam
- Thành lập thôn Ba Tầng trên cơ sở cụm dân cư Ba Tầng.